# Lepidodelta vadoni
Lepidodelta vadoni är en fjärilsart som beskrevs av Pierre E.L. Viette 1965. Lepidodelta vadoni ingår i släktet Lepidodelta och familjen nattflyn. Inga underarter finns listade i Catalogue of Life.